# Episodi de La gloria e l'amore
La prima e unica stagione della serie televisiva La gloria e l'amore, composta da 13 episodi, è stata trasmessa in prima visione in Spagna da Antena 3 dal 20 settembre al 20 dicembre 2017.
In Italia, gli episodi sono andati in onda su Rai Premium dal 7 gennaio al 12 febbraio 2019. Nella versione italiana, ogni episodio corrisponde a uno e mezzo della stagione originale della durata di 100/105 minuti, per un totale di 8 episodi.
| n° | Titolo originale        | Prima TV Spagna   | n° Italia | Titolo italiano           | Prima TV Italia  |
| -- | ----------------------- | ----------------- | --------- | ------------------------- | ---------------- |
| 1  | Destino: África         | 20 settembre 2017 | 1         | Agli ordini di Sua Maestà | 7 gennaio 2019   |
| 2  | Todos son héroes        | 27 settembre 2017 | 1         | Agli ordini di Sua Maestà | 7 gennaio 2019   |
| 2  | Todos son héroes        | 27 settembre 2017 | 2         | Gli eroi                  | 8 gennaio 2019   |
| 3  | Promesa de salvación    | 4 ottobre 2017    | 2         | Gli eroi                  | 8 gennaio 2019   |
| 4  | Querida Julia           | 11 ottobre 2017   | 3         | Cara Julia                | 14 gennaio 2019  |
| 5  | El rescate              | 18 ottobre 2017   | 3         | Cara Julia                | 14 gennaio 2019  |
| 5  | El rescate              | 18 ottobre 2017   | 4         | La salvezza               | 15 gennaio 2019  |
| 6  | La reina enfermera      | 25 ottobre 2017   | 4         | La salvezza               | 15 gennaio 2019  |
| 7  | El desquite             | 1º novembre 2017  | 5         | In quarantena             | 22 gennaio 2019  |
| 8  | Los que nunca se rinden | 8 novembre 2017   | 5         | In quarantena             | 22 gennaio 2019  |
| 8  | Los que nunca se rinden | 8 novembre 2017   | 6         | Addio                     | 29 gennaio 2019  |
| 9  | El último adiós         | 15 novembre 2017  | 6         | Addio                     | 29 gennaio 2019  |
| 10 | El compromiso           | 22 novembre 2017  | 7         | Solo con te               | 5 febbraio 2019  |
| 11 | La verdad por delante   | 29 novembre 2017  | 7         | Solo con te               | 5 febbraio 2019  |
| 12 | Sólo tenemos una vida   | 13 dicembre 2017  | 8         | Tutto per passione        | 12 febbraio 2019 |
| 13 | Los cañones del Gurugú  | 20 dicembre 2017  | 8         | Tutto per passione        | 12 febbraio 2019 |